# Aéroport Fatmawati Soekarno
L'Aéroport Fatmawati Soekarno (code IATA : BKS • code OACI : WIGG), anciennement Aéroport Padangkemiling, est un aéroport desservant la ville de Bengkulu, une ville de la province de Bengkulu, sur l'île de Sumatra en Indonésie. L'aéroport porte le nom de Fatmawati Soekarno, Première Dame et femme de Soekarno, premier Président d'Indonésie.

## Situation
| Banda Aceh Denpasar Pangkal · Pinang Tanjung · Pandan Djakarta-Soekarno-Hatta Bengkulu Solo Semarang Pangkalan · Bun Palangkaraya Sampit Palu Djakarta-Halim Perdanakusuma Samarinda Malang Surabaya Balikpapan Ende Kupang Komodo Gorontalo Jambi Bandar Lampung Ambon Tarakan Ternate Manado Gunung · Sitoli Medan Wamena Biak Merauke Timika Jayapura Pekanbaru Batam Tanjung · Pinang Bau-Bau Banjarmasin Makassar Palembang Bandung Pontianak Ketapang Bima Lombok Manokwari Sorong Padang Yogyakarta |

## Compagnies aériennes et destinations
| Compagnies                         | Destinations |
| ---------------------------------- | --- |
| Batik Air                          | Jakarta-Halim-Perdanakusuma                                                                                     |
| Citilink                           | Djakarta-S.-Hatta                                                                                               |
| Garuda Indonesia                   | Djakarta-S.-Hatta                                                                                               |
| Garuda Indonesia opéré par Explore | Palembang-M. Badaruddin II                                                                                      |
| Lion Air                           | Djakarta-S.-Hatta                                                                                               |
| NAM Air                            | Djakarta-S.-Hatta                                                                                               |
| Sriwijaya Air                      | Djakarta-S.-Hatta                                                                                               |
| Susi Air                           | Enggano, Muko-Muko                                                                                              |
| Wings Air                          | Bandar Lampung-Radin-Inten-II, Batam-Hang Nadim, Jambi-Sultan Thaha , Padang-Tabing, Palembang-M. Badaruddin II |

Édité le 14/04/2018